# Eduard Feneberg
Eduard Feneberg (* 18. November 1931 in München; † 17. Mai 1979) war ein deutscher Leichtathlet, der im 100-Meter-Lauf erfolgreich war.
Feneberg trat für den TSV 1861 Straubing und den TSV 1860 München an. Er bestritt regional und auch international viele 100-Meter-Läufe. Seine Bestzeit war 10,3 s (1958). Mit dieser Zeit hielt er längere Zeit den Bayrischen Rekord.
Bei den Deutschen Meisterschaften wurde Feneberg 1955 Fünfter und 1956 Dritter im 100-Meter-Lauf mit jeweils einer Zeit von 10,7 s. Mit dem TSV 1860 München wurde er zwischen 1954 und 1959 sechs Mal in Folge Deutscher Mannschaftsmeister. 1969 wurde er mit der DLV-Nadel in Silber ausgezeichnet.